# Cealadragus
Cealadragus war ein Samtherrscher der Wilzen ab 823.
Er war ein Sohn von Liub, wahrscheinlich eines Fürsten der Wilzen.
823 wurde er erwähnt, als er bei König Ludwig dem Frommen erschien.
Das Volk der Wilzen ("populus Wilzorum") hatte ihn zum neuen Samtherrscher bestimmt, nachdem es seinen Bruder Milegast abgesetzt hatte. Ludwig bestätigte die Wahl.
Weitere Informationen zu seiner Person sind nicht überliefert.